# Mălina Olinescu
Mălina Olinescu, née le 29 janvier 1974 à Bucarest (Roumanie) et morte par suicide le 12 décembre 2011 dans la même ville, est une chanteuse roumaine ayant représenté son pays au Concours Eurovision de la chanson 1998 avec la chanson Eucred.

## Jeunesse
Née en janvier 1974, elle est la fille de la chanteuse Doina Spătaru et en 1981, alors qu'elle 7 ans, son père l'acteur Boris Olinescu se suicide en sautant du 10e étage. Elle commence à chanter à l'âge de 5 ans.

## Carrière
En 1995, elle intègre l'émission musicale Şcoala Vedetelor sur la chaîne TVR et intègre le groupe créé, qui fait des tournées dans tous le pays. 
Elle représente la Roumanie au Concours Eurovision de la chanson 1998 avec la chanson Eucred où elle termine à la 22e lace avec 6 points. Malgré sa participation à l'Eurovision, aucune des maisons de disque de son pays ne la signe, ne trouvant pas sa musique assez commerciale.

## Mort
Mălina Olinescu se suicide en sautant du 6e étage de son immeuble de Bucarest dans la nuit du 11 au 12 décembre 2011. Elle avait 37 ans.

## Hommages
Pour ses 39 ans, deux ans après son suicide, son ancien petit ami Calin Geambaşu organise un concert hommage intitulé The Voice of Angel. Parmi les chansons interprétées se trouvaient 20 chansons composées par Mălina Olinescu dans les dernières semaines de sa vie et retrouvée par hasard sur son ordinateur en 2013.